# Onsta
De familie  Onsta (ook wel geschreven als Onseda, Onsitha of Onsatha) was een belangrijke familie uit de Ommelanden. Zij waren zeer invloedrijk gedurende de 14e tot de 17e eeuw en bezaten vele bezittingen en landerijen in Groningen. Hun hoofdverblijfplaats was Sauwerd, waar zij over een steenhuis (burcht) beschikten; de Onstaborg. Nadat deze tot tweemaal toe door de stad Groningen verwoest was, werd bij Wetsinge Nieuw Onsta gebouwd.

## Geschiedenis
De naam Onsta duikt voor het eerst op in de geschiedenis in 1325, als Folckmarus Onsatha genoemd wordt als hoofdeling te Sauwerd. Vervolgens speelt een Onno Onsta in de jaren 1371, 1384 en 1386 een rol bij de gebeurtenissen van die tijd. Zijn zoon Aylko Onsta, die ook bekendstaat onder de naam Verhildema, behoorde in 1398 tot de partij van de Vetkopers die de graaf van Holland dat jaar erkenden als leenheer over de Ommelanden. Aylko raakte in 1400 in conflict met de stad Groningen en werd daarbij gevangengenomen. Zijn borg te Sauwerd werd bij gevechten die plaatsvonden ingenomen en verwoest. Ook daarna waren er herhaalde conflicten met de stad Groningen.
In de Grote Friese Oorlog (1413-1422) kozen de Onsta's als belangrijkste Vetkoperse partij in de Ommelanden de zijde van de Geallieerden. In Oosterlauwers Friesland vormden een andere groep hoofdelingen met de stad Groningen hun tegenstanders. De oorlog eindigde met de zoen van Groningen.
Boyo Ocko Onsta is de laatste Onsta die op de borg te Sauwerd woonde. Hij sneuvelde als ritmeester in Staatse dienst in 1640 bij Hulst. Zijn erfgenamen verkochten daarna de bezittingen in Groningen.